# Muráň
Muráň es un municipio del distrito de Revúca en la región de Banská Bystrica, Eslovaquia, con una población estimada a final del año 2024 de 1167 habitantes.
Se encuentra ubicado al este de la región, en la cuenca hidrográfica del río Sajó —un afluente derecho del río Tisza— y cerca de la frontera con la región de Košice.

## Historia
El pueblo fue mencionado por primera vez en 1321 como un asentamiento bajo el Castillo de Muráň.

## Demografía
| Año        | 1994 | 2004    | 2014    | 2024    |
| ---------- | ---- | ------- | ------- | ------- |
| Población  | 1284 | 1258    | 1237    | 1167    |
| Diferencia |      | −2,02 % | −1,66 % | −5,65 % |

| Año        | 2023 | 2024    |
| ---------- | ---- | ------- |
| Población  | 1175 | 1167    |
| Diferencia |      | −0,68 % |